# Ørting-Falling Skole
Ørting-Falling Skole var en kommunal folkeskole beliggende mellem de to landsbyer Ørting og Falling i Odder Kommune. Skolens officielle navn var Ørting-Falling Centralskole, men skolen gik i folkemunde under navnet Ørting skole. 
Skolen blev nedlagt pr. 1. august 2011 som følge af en beslutning i Odder Byråd 10. maj 2010. I stedet oprettedes der en friskole ved navn Margrethelyst Friskole i området.
Skolen havde spor fra 0. til 6. klassetrin og omkring 100 elever (2007).
Den sidste skoleleder var Lene Rothborg.
| Skole | Spire Denne artikel om en skole, en uddannelsesinstitution eller uddannelse er en spire som bør udbygges. Du er velkommen til at hjælpe Wikipedia ved at udvide den. |

55°54′51.48″N 10°8′31.63″Ø / 55.9143000°N 10.1421194°Ø